# 石广
石广（？—338年），五胡十六國時代人物，後趙將軍。
337年，安定人侯子光自称佛太子，说自己从大秦国来，应在小秦国称王，在杜南山中聚众数千，自称大黄帝。石广征讨斩杀侯子光。338年，後趙君主（天王）石虎派襄城公石涉归、上庸公石日归率軍戍守长安。二人告发镇西将军石广私自立恩，密谋不轨，石虎召石广回邺城，杀死石广。